# İlker Kaleli

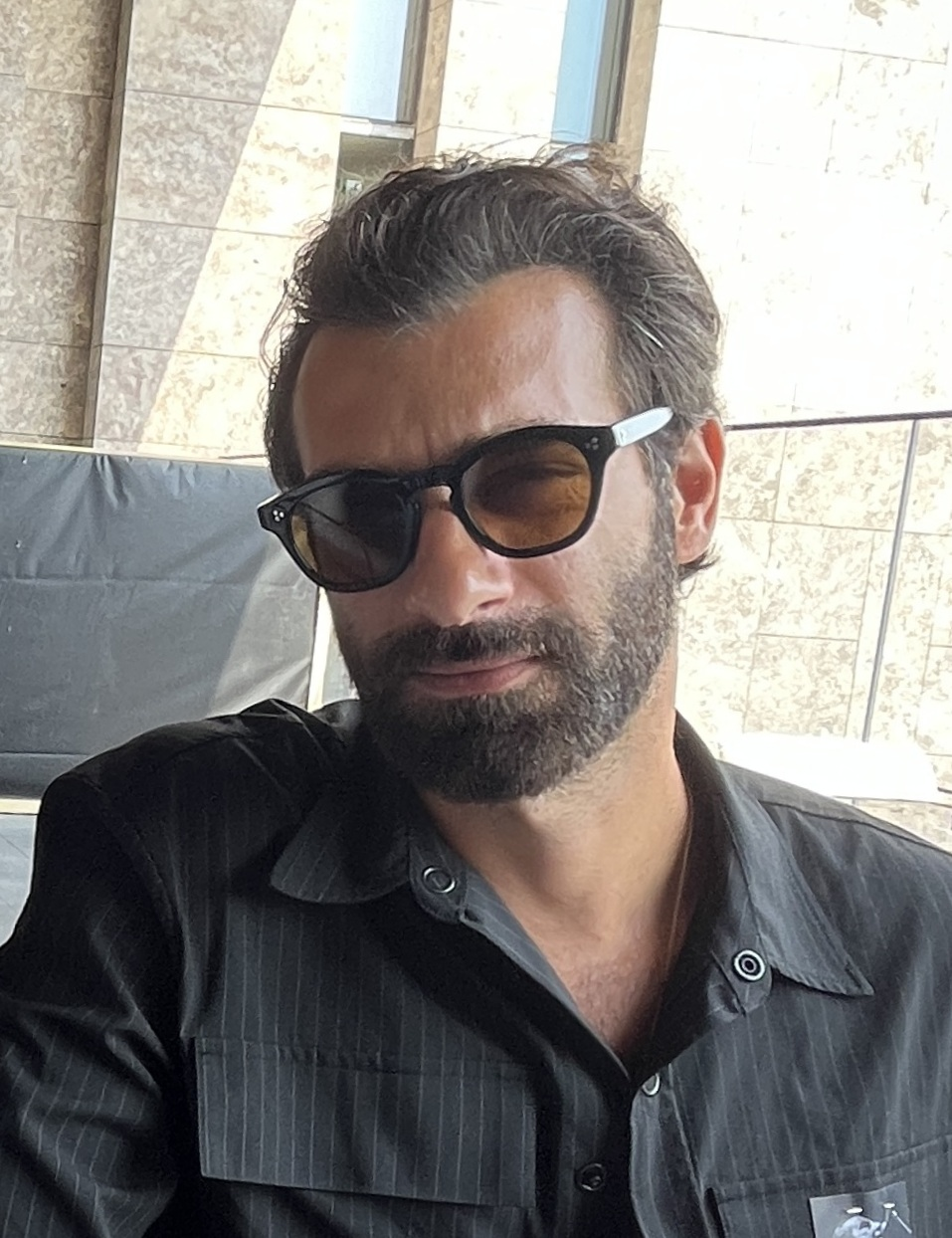
İlker Kaleli

İlker Kaan Kaleli (* 11. Mai 1984 in Izmir) ist ein türkischer Schauspieler.

## Leben und Karriere
Kaleli wurde am 11. Mai 1984 in Izmir geboren. Sein Vater ist Kurdischer Abstammung. Er studierte an der  İstanbul Kültür Üniversitesi. Danach setzte er sein Studium an der London Academy of Music and Dramatic Art fort.
Sein Debüt gab er 2007 in der Fernsehserie Kelebek Çıkmazı. Anschließend war er 2012 in Son zu sehen. Von 2012 bis 2013 bekam Kaleli in der Serie Kayıp Şehir eine Hauptrolle. Außerdem wurde er 2014 für den Film Silsile gecastet. Zwischen 2015 und 2017 spielte er in der Serie Poyraz Karayel die Hauptrolle. Für seine Rolle erhielt er 2016 einen Altın Kelebek Award als bester Schauspieler. 2023 trat Kaleli in Arak auf.

## Filmografie
Filme
- 2014: Silsile

Serien
- 2007: Kelebek Çıkmazı
- 2012: Son
- 2012–2013: Kayıp Şehir
- 2013: Kayıp
- 2015–2017: Poyraz Karayel
- 2018: Dip
- 2020: Öğretmen
- 2021: Die Schlange (The Serpent)
- 2023: Arak
- 2024: La pasión turca